# Elif Şahin
Elif Şahin (Ankara, 19 gennaio 2001) è una pallavolista turca, palleggiatrice dell'Eczacıbaşı.

## Biografia
È la sorella minore della pallavolista Saliha Şahin.

## Carriera

### Club
La carriera di Elif Şahin inizia nella stagione 2017-18, quando centra la promozione dalla Voleybol 1. Ligi alla Sultanlar Ligi con il Karayolları, dove continua a giocare, disputando la massima serie nel seguente biennio. Per il campionato 2020-21 si trasferisce all'Eczacıbaşı, con il quale conquista una Supercoppa turca, una Coppa CEV e il campionato mondiale per club 2023, in occasione del quale ottiene anche il premio come miglior pallegiatrice.

### Nazionale
Fa parte delle selezioni giovanili turche, partecipando con l'under 18, dopo aver superato le qualificazioni, al campionato europeo 2017 e poi al campionato mondiale 2017; con l'under 19 è invece di scena al campionato europeo 2018, passando anche in questo caso dalle qualificazioni.
Nel 2022 debutta in nazionale maggiore nel corso della Volleyball Nations League, torneo nel quale, nell'edizione seguente, conquista la medaglia d'oro, seguita, nel 2023, da un altro oro al campionato europeo e alla Coppa del Mondo.

## Palmarès

### Club
- Supercoppa turca: 1

2020
- Campionato mondiale per club: 1

2023
- Coppa CEV: 1

2021-22

### Premi individuali
- 2023 - Campionato mondiale per club: Miglior pallegiatrice